# USS Porter (DDG-78)

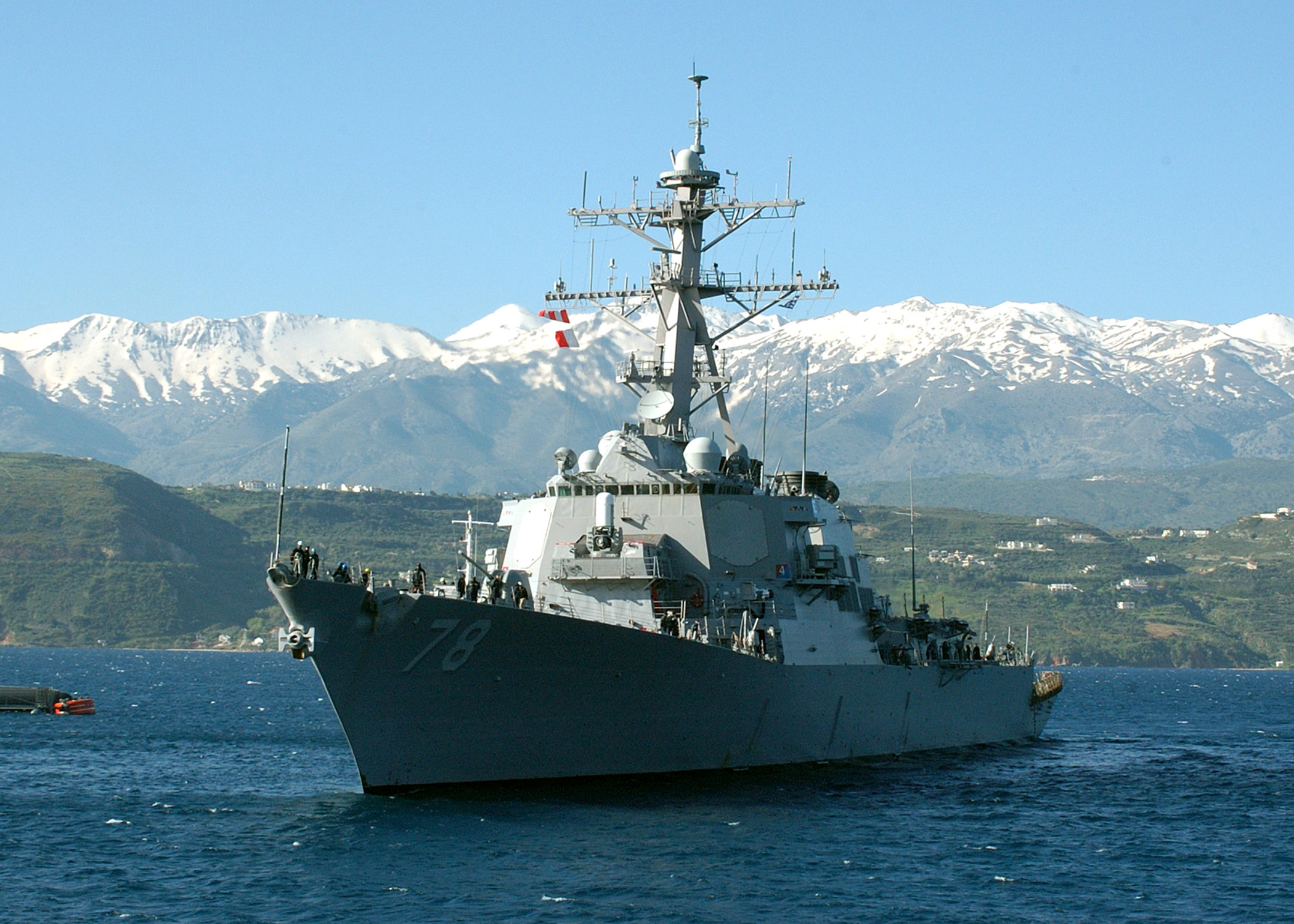
O USS Porter navegando pela costa de Creta, Grécia, 2006.

O USS Porter é um contratorpedeiro da classe Arleigh Burke pertencente a Marinha de Guerra dos Estados Unidos.